# Церковь Николая Набережного
Це́рковь Нико́лая На́бережного — православный храм в Киеве, сооружённый на Подоле в 1772 году по проекту архитектора Ивана Григоровича-Барского на месте старой деревянной церкви. Стоит недалеко от Днепра, отчего и получила своё название.

## История

### Деревянные церкви
Существует легенда, что первая деревянная церковь Николы Набережного была основана ещё в XI веке. По легенде, церковь поставили на берегу Почайны рядом с тем местом, где якобы в 1092 году утонул ребёнок, который чудесным образом был найден живым перед иконой святого Николая Мокрого в Софийском соборе.
Первое документальное упоминание деревянной «наберезской» церкви имеется в люстрации 1552 года. В 1613 году письменно упомянут священник Климентий Набережский. Есть документальные известия, что в 1677 году вместо сгоревшей церкви соорудили новую деревянную церковь на средства киевского войта Ждана Тадрины. После того как и этот храм обветшал, на противоположной стороне улицы построили уже каменный храм, и некоторое время деревянная и каменная церкви сосуществовали. Деревянную церковь уничтожил один их частых подольских пожаров в 1799 году.

### Каменный храм
Каменная церковь Николая Набережного была построена по проекту архитектора И. Г. Григоровича-Барского в 1772—1775 годах.
После страшного подольского пожара 1811 года, в 1837 году, стены церкви расписал художник Синельник с помощниками. В 1852 году живопись интерьера обновлялась и дописывалась. В 1852 году в храме установили новый иконостас в стиле позднего классицизма. В 50-х годах XIX века в росписи храма принимал участие художник Алексей Сенчило-Стефановский.
Органы советской власти зарегистрировали в июле 1920 года единую общину Набережно-Никольской и Благовещенской церквей. Старообрядческая община пользовалась церковью до своего самороспуска в октябре 1938 года.
В 1941 году, во время оккупации Киева фашистами, храм был снова открыт для верующих. После войны храм закрыли и использовали, как склад киноплёнок и как концертный зал.
В 1971—1972 годах произвели консервацию масляных росписей и укреплили штукатурное основание и слой краски — дело в том, что реставраторы обнаружили аутентичную роспись XVIII века с изображениями украинской старшины в казацких строях. В храме есть иконы XVIII века, храмовая икона святого Николая считается чудотворной — это образец иконописи XVIII века.
С 1990-х годов — действующий храм УАПЦ.

## Описание храма
Вероятно, что Григорович-Барский воспользовался композицией, созданной его учителем Андреем Квасовым в Трёхсвятительской церкви усадьбы Разумовских в селе Лемеши. Тем не менее храм имеет только ему присущие особенности. Барабан купола имеет оригинальный декор, — на двойные колонны коринфского ордера вместо карниза опирается ряд полукруглых архивольтов. Вполне возможно, что эту форму архитектор заимствовал с изображения беседки на одном из рисунков своего брата, путешественника Василия Григоровича-Барского.
Церковь каменная оштукатуренная. В плане крестообразная, увенчана одним куполом. На концах образуемого церковью креста находятся полукруглые апсиды. Апсиды образуют тетраконх, и увенчаны треугольным фронтоном. В восточной апсиде размещён алтарь, в трёх остальных апсидах ранее располагались входы. Ко входу с западной стороны был достроен притвор. К северо-восточному и юго-восточному углам церкви пристроены два небольших объёма-камеры. Барабан имеет необычную форму с арочной колоннадой, имеет спаренные колонны коринфского ордера и завершен полусферическим куполом с глухим фонарём и главкой. Углы крестообразного объёма здания декорированы спаренными пилястрами с тонко прорисованными коринфскими капителями.
Из-за многочисленных ремонтов и штукатурных работ первоначальные формы сандриков с течением времени упростились и огрубели. Не сохранились и настенные росписи XVIII века, однако специалисты предполагают, что они могут находиться под более поздними наслоениями.

## Колокольня
В 1792 году построили деревянную колокольню с тёплой церковью. После пожара 1811 года сгоревшую колокольню пришлось отстраивать заново в 1820 году. В 1861—63 гг. по проекту архитектора М. С. Иконникова, вместо деревянной колокольни, с западной стороны была построена новая шатровая колокольня с тёплой церковью Благовещенья. Каменная колокольня построена в так называемом «епархиальном» или «русско-византийском» стиле. Стиль колокольни совсем не сочетается с барочной архитектурой самого храма. Колокольня ориентирована согласно новой планировке подольских улиц, в то время, как сам храм стоит под углом к новым улицам.

## Некрополь
У церкви похоронен убитый в 2000 году журналист Георгий Гонгадзе

## Прочие сведения
В Набережно-Никольском храме после разорения Дивеевской обители большевиками находился образ преподобного Серафима Саровского. Позже икона была вывезена в женский Новодивеевский монастырь близ Нью-Йорка.